# Kașira
Kașira (ru. Каши́ра) este un oraș situat în partea de vest a Federației Ruse, în Regiunea Moscova, la sud-est de Moscova. La recensământul din 2010 avea o populație de 41.870 locuitori. Deși a fost menționat pentru prima dată în documente ca sat în anul 1356 sub numele de Koșira, anul 1619 este considerat ca dată de naștre a orașului actual, după ce localitatea a fost reconstruită la 5 km în amonte pe malul stâng al râului Oka, după ce așezarea inițială, situată pe malul drept a fost afectată de atacurile tătarilor din 1592 și 1596. Kașira a fost reședința temporară a hanului de Kazan, Gabdellatif. În heraldica orașului se poatre remarca imaginea zilantului, un simbol al orașului Kazan. Are statut de oraș din 1777.